# Lygarina nitida
Espèce
Lygarina nitida est une espèce d'araignées aranéomorphes de la famille des Linyphiidae.

## Distribution
Cette espèce est endémique du Minas Gerais au Brésil,. Elle se rencontre dans la Serra do Caraça.

## Description
La femelle décrite par Miller en 2007 mesure 1,60 mm.

## Publication originale
- Simon, 1894 : Histoire naturelle des araignées. Paris, vol. 1, p. 489-760 (texte intégral).